# واحد صفر (برنامج)
واحد صفر برنامج يمني ترفيهي هادف بأسلوب الكاميرا الخفية مع ممثلي الشاشة اليمنية.

## فكرة البرنامج
تقوم فكرة البرنامج على استضافة ممثل يمني في كل حلقة ليقوم بعمل مشهد تمثيلي توعوي لمشاكل يعيشها الشعب اليمني وأثناء أداء الممثل لمشهده التمثيلي يتم تصوير المقلب على الممثل الهدف وبعد تنفيذ المقلب يواصل الممثل تصوير مشهده التمثيلي، تعرض الحلقة على جزئين الأول يتم فيه عرض المشهد التمثيلي التوعوي والثاني يتم فيه عرض المقلب الكوميدي.

## طاقم البرنامج
البرنامج من تقديم الممثل والمخرج اليمني نبيل حزام يساعده في تنفيذ المقالب الممثلَين اليمنيَّين عصام القديمي وسلطان الجعدبي ويشاركهم بدرجة أقل رغد وسام المعلمي، العمل من إخراج نبيل حزام وتم عرضه على شاشة قناة العقيق اليمنية في شهر رمضان 1433 للهجرة 2012م.

## ضيوف البرنامج
- جمال غيلان.
- عبد الرحمن المسيبي.
- إبراهيم شرف الدين.
- فتحية إبراهيم.
- عبد الناصر العراسي.
- يحيى إبراهيم.
- إبراهيم الزبلي.
- فؤاد الكهالي.
- علي جياش.
- قاسم عمر.
- علي الخياط.
- أمل إسماعيل.
- منال المليكي.
- سراب عادل.
- عبد الرحمن الجوبي.
- يحيى سهيل.
- سليمان داوود.
- شروق.
- مروة خالد.
- عبد العزيز البعداني.
- مها الحاج.
- أماني الذماري.
- محمد الهتار.
- علي سبيت.
- عمر عبد الله.
- عقلان مرشد.
- محمد الحرازي.
- منى علي.
- مروى الذماري.
- عبد الحكيم الحاج.